# Estádio da Várzea
O Estádio da Várzea, anteriormente denominado Estádio Municipal da Praia, é um estádio de futebol localizado em Praia, capital de Cabo Verde. Inaugurado em 1953, o estádio é casa onde o Sporting Clube da Praia, o Boavista da Praia, a Académica da Praia e o Clube Desportivo Travadores, clubes da capital e os principais do futebol cabo-verdiano, mandam seus jogos oficiais por competições nacionais e continentais. Conta com capacidade máxima para 8 000 espectadores.

## Histórico

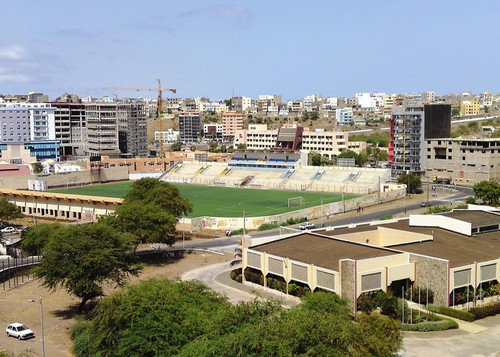
Vista do campo de futebol da Várzea e outras edificações.

As obras de construção do estádio tiveram inicio em 1950, tendo sido concluídas três anos mais tarde, em 1953, quando foi oficialmente inaugurado. Originalmente denominado Estádio Municipal da Praia, adotou sua atual denominação no início da década de 1990. Encontra-se atualmente sob a administração da Associação Regional de Futebol de Santiago Sul (ARFSS).
O estádio recebeu partidas oficiais pela Taça Amílcar Cabral entre 1982 e 2000. O primeiro jogo oficial válido por uma competição continental sediado no estádio foi disputado em 1992 pelo Sporting Clube da Praia contra o ASC Port Autonome do Senegal. Já a última partida válida por um torneio continental foi disputada em 2009 entre o Sporting Clube da Praia e o FAR Rabat do Marrocos.
O segundo jogo final da Taça de Cabo Verde de 2007 foi realizado no estádio e terminou com a vitória da Académica da Praia sobre a Académica do Sal pelo placar de 3–1.
Em 2012, o estádio passou a contar com iluminação artificial.